# IK Pantern
Der IK Pantern war ein schwedischer Eishockeyklub aus Malmö. Die Herrenmannschaft nahm bis 2019 an der zweitklassigen HockeyAllsvenskan teil.

## Geschichte
Der IK Pantern wurde 1959 gegründet. Die Mannschaft spielte von 1992 bis 1996 in der damals noch zweitklassigen Division 1. Seit der Jahrtausendwende trat die Mannschaft regelmäßig in der mittlerweile drittklassigen Division 1 an.
2015 folgte nach dem Gewinn der AllEttan Södra die Rückkehr in die Zweitklassigkeit. Nach der Saison 2018/19 musste der Club am 7. Juni 2019 Insolvenz anmelden.

## Bekannte ehemalige Spieler
- Robert Burakovsky
- Mikael Burakovsky
- Roger Jönsson
- Dan Ratushny
- János Vas